# Перола (Гросето)
Перола је насеље у Италији у округу Гросето, региону Тоскана.
Према процени из 2011. у насељу је живело 4 становника. Насеље се налази на надморској висини од 111 м.